# سونيا أورسو كيم
سونيا أورسو كيم (هانغل: 김소니아) مواليد 24 يوليو 1993 في سوتشافا، رومانيا، هي لاعبة كرة سلة رومانية. تلعب مع نادي نيمبورك لكرة السلة في دوري كرة السلة التشيكي للسيدات. وتحمل الرقم 24. يبلغ طولها 5 قدم 9 بوصة (1.8 م).

## الإنجازات
- الدوري الكوري الجنوبي لكرة السلة للسيدات:
  - الفوز: 2013[3]
- كأس كوريا:
  - الفوز: 2013[3]
- كأس آسيا:
  - الفوز: 2013[3]

## روابط خارجية
- سونيا أورسو كيم على موقع الاتحاد الدولي لكرة السلة (الإنجليزية)
- سونيا أورسو كيم على موقع fiba3x3.com (الإنجليزية)
- سونيا أورسو كيم على موقع كرة السلة الأوروبية.كوم (الإنجليزية)
- سونيا أورسو كيم على موقع اللجنة الأولمبية الدولية (الإنجليزية)
- سونيا أورسو كيم على موقع أوليمبيديا (الإنجليزية)
- سونيا أورسو كيم على موقع اللجنة الأولمبية الرومانية (الرومانية)